# Призейская
Призе́йская — станция (населённый пункт) в Амурской области, Россия. Входит в городской округ город Благовещенск.

## География
Станция Призейская стоит на правом берегу реки Зея, возле восточного (правобережного) портала железнодорожного моста на линии Благовещенск — Белогорск Забайкальской железной дороги.
В 5 км западнее посёлка проходит автодорога областного значения Благовещенск — Свободный.
Расстояние до Благовещенска около 26 км (на юг, через Белогорье и Новотроицкое).

## Население
| 2002 | 2010 | 2012 | 2013 | 2014 | 2015 | 2016 |
| ---- | ---- | ---- | ---- | ---- | ---- | ---- |
| 294  | ↘220 | ↘213 | ↘211 | ↘205 | ↘203 | ↗206 |
| 2017 | 2018 |      |      |      |      |      |
| ↗208 | ↗209 |      |      |      |      |      |